# Overseer
Rob Overseer est un DJ de musique électronique originaire de Leeds en Grande-Bretagne.
Ses compositions se retrouvent notamment dans des jeux vidéo (Need For Speed Underground, Edgar Torronteras Extreme Biker, Stuntman, ...) et au cinéma (Animatrix, Snatch...).

## Discographie
- Wreckage (2003)

1. Slayed
2. Stompbox
3. Supermoves
4. Velocity Shift
5. Horndog
6. Meteorology
7. Aquaplane
8. Doomsday
9. Basstrap
10. Sparks
11. Never
12. Heligoland